# Soldier of Fortune: Payback
Soldier of Fortune: PayBack è un videogioco del genere sparatutto in prima persona sviluppato dalla Cauldron e distribuito da Activision nel 2007. È il terzo capitolo di Soldier of Fortune, creata da Raven Software, e ne rappresenta il terzo ed ultimo capitolo. In Europa è stato pubblicato nel febbraio 2008.

## Modalità di gioco
Il videogioco introduce ed aumenta la vastità dell'arsenale a disposizione del videogiocatore: più di 30 armi, classificate in varie tipologie, selezionabili all'inizio di ogni missione (non di ogni singolo livello, a meno che non si decida di rigiocare un determinato livello del gioco). Oltre alla modalità singolo giocatore, che offre la possibilità di affrontare una discreta serie di missioni ambientate in diverse ambientazioni sparse in tutto il mondo, sono presenti le modalità Deathmatch, Team Deathmatch, Elimination, Team Elimination, Capture the Flag e Demolition nella sezione multiplayer.

## Aspetti controversi
Il videogioco è destinato ad un pubblico adulto, non tanto per l'argomento che tratta in sé, ma piuttosto a causa dell'iper-realismo che questo gioco offre per quel che riguarda la possibilità di smembrare letteralmente i corpi dei nemici.
Soprattutto per questa ragione, il 16 ottobre 2007, il gioco è stato rifiutato dal sistema di classificazione videoludica australiano OFLC, in quanto esso non prevede quella per i giochi "solo per maggiorenni. La Activision ha in seguito modificato il gioco in modo da eguagliare gli standard della OFLC, rendendolo un gioco classificabile MA15+; tale versione, uscita il 28 febbraio 2008, esclude la violenza grafica e rimuove ogni smembramento.

## Accoglienza
| Testata       | Giudizio |
| ------------- | -------- |
| Game Informer | 4.25/10  |
| GamePro       | 3.25/5   |
| GameSpot      | 4.5/10   |
| IGN           | 5.9/10   |
| OXM           | 4.5/10   |
| 1UP.com       | 4.5/10   |

Il gioco ha ricevuto un'accoglienza negativa. Molti critici ne hanno apprezzato i modelli dei personaggi e gli effetti di sangue. Tuttavia, Jason Ocampo della GameSpot lo ha votato 4.5/10, dichiarando "[il gioco] è un grande esercizio di memorizzazione di pattern e di prova-ed-errore", anche se "ha un bell'aspetto". Jay Frechette di 1UP.com lo ha votato 5.5/10, dichiarando "Soldier of Fortune non supera il limite di essere un pessimo gioco, ma raramente supera pure la soglia della mediocrità."